# Thomas C. Spencer
Thomas C. Spencer (né le 24 décembre 1946) est un physicien mathématicien américain, connu notamment pour ses importantes contributions à la théorie quantique constructive des champs, à la mécanique statistique et à la théorie spectrale des opérateurs aléatoires. 

## Biographie
Il obtient son doctorat en 1972 à l'Université de New York avec une thèse intitulée Perturbation of the Po2 Quantum Field Hamiltonian écrite sous la direction de James Glimm. Depuis 1986, il est professeur de mathématiques à l'Institute for Advanced Study. Il est membre de l'Académie nationale des sciences des États-Unis et récipiendaire du Prix Dannie-Heineman de physique mathématique, conjointement avec Jürg Fröhlich, « Pour leur travail conjoint dans la fourniture de solutions mathématiques rigoureuses à certains problèmes en suspens en mécanique statistique et la théorie des champs. »,.